# Paraskevas Antzas
Paraskevas Antzas (grč. Παρασκευάς Άντζας) (Drama, Grčka, 18. kolovoza 1977.) je bivši grčki nogometaš i nacionalni reprezentativac.

## Karijera
Antzas je profesionalnu nogometnu karijeru započeo 1995. godine u Škodi Xanthi gdje je proveo tri sezone. Pirejski Olympiacos ga kupuje 1998. a iste godine je bio proglašen najboljim mladim igračem grčkog prvenstva. S klubom je osvojio pet uzastopnih naslova grčkog prvaka dok se 2003. vraća u rodnu Dramu gdje je jednu sezonu proveo u Doxi.
Do kraja svoje igračke karijere, Paraskevas Antzas je igrao za svoje bivše klubove Škodu Xanthi i Olympiacos nakon čega se 2007. godine igrački umirovio.
Antzas je za grčku reprezentaciju debitirao 1999. godine dok ga je bivši izbornik Otto Rehhagel uveo na popis reprezentativaca za EURO 2008. Ondje je odigrao cijelu utakmicu skupine protiv Švedske dok je u susretu protiv Španjolske ušao u igru u 62. minuti umjesto Sotiriosa Kyrgiakosa. To mu je ujedno bila i posljednja utakmica u reprezentativnom dresu.

## Osvojeni trofeji

### Klupski trofeji
| Klub       | Trofej          | Sezona / godina |
| Grčka      | Grčka           | Grčka           |
| ---------- | --------------- | --------------- |
| Olympiacos | Grčko prvenstvo | 1998./99.       |
| Olympiacos | Grčki kup       | 1999.           |
| Olympiacos | Grčko prvenstvo | 1999./00.       |
| Olympiacos | Grčko prvenstvo | 2000./01.       |
| Olympiacos | Grčko prvenstvo | 2001./02.       |
| Olympiacos | Grčko prvenstvo | 2002./03.       |
| Olympiacos | Grčko prvenstvo | 2007./08.       |
| Olympiacos | Grčki kup       | 2008.           |
| Olympiacos | Grčko prvenstvo | 2008./09.       |
| Olympiacos | Grčki kup       | 2009.           |

### Individualni trofeji
| Trofej                                | Godina |
| ------------------------------------- | ------ |
| Najbolji mladi igrač grčkog prvenstva | 1998.  |

## Vanjske poveznice
- National Football Teams.com